# Société nationale des sciences naturelles et mathématiques de Cherbourg
La Société nationale des sciences naturelles et mathématiques de Cherbourg est une société savante fondée le 30 décembre 1851 par l’astronome Emmanuel Liais, le physicien Théodose du Moncel et le botaniste Auguste Le Jolis (1823-1904).
Officiellement autorisée par arrêté ministériel du 17 août 1852, la Société nationale des sciences naturelles et mathématiques de Cherbourg (Cherbourg-en-Cotentin depuis le 1er janvier 2016) a été reconnue d’utilité publique par décret du 26 août 1865.
La réputation de la Société nationale des sciences naturelles et mathématiques de Cherbourg repose sur les contacts que Liais, Du Moncel et Le Jolis, auxquels se joignirent plus tard d’autres savants comme le mathématicien Cauchy, ont su établir dès le début avec les autres sociétés savantes. 
Une des plus riches bibliothèques scientifiques de France, la bibliothèque de la Société nationale des sciences naturelles et mathématiques de Cherbourg possède plus de 80 000 ouvrages scientifiques issus du legs d’Emmanuel Liais à la ville de Cherbourg, ainsi que les herbiers des botanistes Louis Corbière (1850-1941) et Le Jolis, contenant environ 200 000 échantillons d’espèces de mousses, d’algues, de champignons, de ptéridophytes et de spermaphytes. 
Les plantes à fleurs et les Bryophytes de l’herbier Louis Corbière font actuellement l’objet d’une restauration (montage des spécimens et reconditionnement) et d’une informatisation sur la base de données Sonnerat/BryoMyco. Cette base est commune au Réseau des Herbiers de France et est administrée au Muséum national d’histoire naturelle de Paris.
Son siège, sa bibliothèque et ses herbiers se situent dans une maison spécialement construite au début du XXe siècle dans le parc E. Liais.

## Membres de la Société nationale des sciences naturelles et mathématiques
- Membres titulaires : Emmanuel Liais ; Augustin Louis Cauchy ; Gustave Adolphe Thuret ; Louis-Émile Bertin ; Alexandre Bigot ; Auguste Chevalier ; Théodose du Moncel.
- Membres correspondants : Charles Darwin

### Source
- Maurice Durchon, Mémoires de la Société nationale des sciences naturelles et mathématiques de Cherbourg, Coutances, OCEP, 1967-5